# Llorenç Saragossa
Llorenç Saragossa, Lorenç Çaragoça en grafia de l'època, (fl. 1358-1406) fou un pintor de l'aragonès membre de l'escola valenciana del gòtic internacional. És considerat l'introductor de l'estil a la Corona d'Aragó.
Va nàixer a Carinyena (Saragossa). Va treballar al servei del rei Pere IV des de 1367. Va tenir residència a Barcelona com a mínim entre 1363 i 1374. L'activitat a aquesta ciutat entre el 20 de març de 1373 i el 28 de novembre de 1374 es pot concretar en el retaule de Santa Maria Magdalena per la capella dels sastres a Barcelona; també hi consta el cobrament, l'1 de novembre de 1373, de la tomba de Santa Susanna pel poble de Maella a l'Aragó i la pintura d'un drap amb la figura del papa Urbà VI. El 28 de novembre de 1374 jurava davant el Consell de la ciutat de València fixar la seva residència a aquella ciutat. L'any següent es va traslladar a València a petició del Consell de València, on va residir fins a la seva mort el 1406. El trasllat, pel qual el Consell va pagar 50 florins, a més de 100 florins per un habitatge per l'artista, venia justificat per la poca quantitat d'artistes capaços de satisfer la demanda de retaules com a resultat de l'expansió territorial feta en terres guanyades als musulmans. Fins aquell moment, les obres importants corresponien a importacions o encàrrecs esporàdics, com els de Ferrer Bassa o Ramon Destorrents, però el darrer quart del segle xiv la ciutat comença a adquirir fesomia i condició de gran urb, centre comercial i artesanal.

## Obra
Tot i que la seva obra no està perfectament identificada, es considera que és seu el retaule de Xérica (Castelló), en el qual es representa un model iconogràfic posteriorment repetit per altres pintors: la Marededéu amb àngels músics o "concert angèlic".
De la seva activitat a terres valencianes es coneixen els següents treballs:
- Darrer quart del s. XIV. Retaule de la Mare de Déu de la Llet, santa Clara i sant Antoni Abat, per l'església de Xelva.[3] Actualment al MNAC.[5]
- Darrer quart del s. XIV. Retaule de la Mare de Déu de la Llet, per la catedral d'Albarrasí. La taula central es conserva al MNAC.[6]
- 1376. Retaule de Sant Jaume Apòstol, de l'església parroquial de Vila-Real
- 1378. Retaule de Sant Narcís per la capella del sant a la catedral de València
- 1382. Retaule de l'altar major de l'església de Sant Salvador
- 1383. Retaule del canonge Bernat Ordi
- 1385-1387. Retaule de Sant Bernat per l'altar major de l'església del monestir cistercenc de Sant Bernat de Rascaña, a l'Horta de València.
- 1387-1389. Retaule de l'església de Santa Maria del Puig

- 1389. Retaules de Sant Pere Apòstol i Sant Bernat per Bernat Miró
- 1388-1392 Retaules de Sant Sebastià i Santa Anastàsia per la capella d'Antoni Pujalt a l'església d'Alúra
- 1390. Confecció d'un tapís historiat pels majorals del gremi d'armers de València
- 1391. Daurat i pintura de les claus de volta del Peso Reial de València
- 1394-1395. Retaule de Santa Maria i Santa Àgueda a Xérica

- 1402. Retaule dela Confraria del Santíssim Crist d'Onda

- 1405. Retaule de Sant Salvador per l'església de Borriana